# Arturo Acevedo Vallarino
Arturo Acevedo Vallarino (Bogotà, 1873 – 1950) è stato un regista e drammaturgo colombiano.

## Biografia
Arturo Acevedo Vallarino trascorse l'infanzia e la giovinezza a Zipaquirá, dove suo padre, il generale Ramón Acevedo, era amministratore delle miniere di sale. Si sposò con Laura Bernal Méndez, con la quale ebbe sei figli: Blanca, Alfonso, Gonzalo, Alvaro, Armando (morto a otto anni), e un secondo Armando. Si laureò come dentista nel 1894 presso il Colegio Dental de Bogotà, ed aprì uno studio dove tra l'altro venivano curati esponenti della cultura della città. Durante la guerra dei mille giorni militò nelle file del Partito Conservatore Colombiano ed ottenne il grado di colonnello del battaglione dei Voltígeros. 
Nel 1904 prese parte alla Gruta Simbólica, un'associazione di intellettuali che aveva fondato l'Escala de Chapinero, un piccolo locale dove Acevedo Vallarino debuttò come regista teatrale. Si occupò di questa attività per venti anni, durante i quali fondò e diresse la compagnia teatrale Dramática Nacional e la compagnia Jacinto Benavente. Nella sua attività presso il Teatro Municipal e il Teatro del Bosque promosse autori nazionali colombiani e si occupò della preparazione di attori che più avanti avrebbero preso parte a lavori cinematografici. Nel 1909 organizzò la prima fortunata tournée nazionale, durante la quale tuttavia fu vittima di un incidente dovuto al cedimento della buca del teatro di Girardot, che lo lasciò con lesioni permanenti.
Nel 1911 fondò la Sociedad de Autores de Colombia mediante la quale stabilì l'istituzione di premi allo scopo di incrementare la produzione nazionale nei campi del dramma, della commedia e della zarzuela; riuscì inoltre a far approvare una legge che obbligava le compagnie teatrali straniere in visita al paese a rappresentare opere di autori nazionali.
Nel 1916 assistette, a Bogotà, ad una proiezione del film Nascita di una nazione di David Wark Griffith, esperienza che lo indusse a voler realizzare lungometraggi a produzione e temi colombiani. Per acquistare la sua prima macchina da presa vendette un suo bosco precedentemente destinato alla produzione di legname. Nel 1920 fondò, con i propri figli, la casa di produzione cinematografica Acevedo e Hijos. Gli unici lavori cinematografici noti del regista sono La tragedia del silencio (1924) e Bajo el cielo antioqueño (1925), realizzato con il contributo del magnate di Antioquia Gonzalo Mejía..

## Filmografia
- La tragedia del silencio (1924)
- Bajo el cielo antioqueño (1926)